# 畿央大学短期大学部
畿央大学短期大学部（日语：／ Kiō Daigaku Tanki Daigakubu *）是过去一所位于日本奈良县北葛城郡广陵町的私立短期大学。
樱井女子短期大学（日语：／ Sakurai Joshi Tanki Daigaku *），简称樱女，是过去一所位于日本奈良县樱井市的私立短期大学。

## 概要

### 简介
- 学校最早可以追溯到1946年即冬木家政学院[1][2]。樱井女子短期大学为于1966年开办[2]、由学校法人冬木学园经营。招生到于2002年、停办于2004年。改编为畿央大学短期大学部于2003年[3]校园迁址至奈良县北葛城郡广陵町、为男女同校[2]。以后招生到于2005年、停办于2007年。

### 历史
- 1966年 樱井女子短期大学成立并同时设置一个学科即家政科[2]。
- 1967年 儿童教育科成立。家政科分离为两个专攻、以下列举。
  - 服饰专攻（改名为生活科学专攻于1992年。以后招生到于2002年、停办于2004年）
  - 食物营养专攻（改名为生活科学专攻于1992年。以后招生到于2002年、停办于2004年）
- 1982年 两个学科改名为、以下列举。
  - 家政科→生活科学科
  - 儿童教育科→儿童教育学科
- 1993年 生活科学专攻成立于专科。
- 2003年 改校名为畿央大学短期大学部、校园迁址至奈良县北葛城郡广陵町[2]。
- 2005年 最后一年招生、次年停止招生（正式停办于2007年9月14日[3]）。

### 宪章
樱井女子短期大学的标志是了嘉德丽雅兰属

## 学校环境
- 樱井女子短期大学校园校区：在了奈良县樱井市[注 2]
- 畿央大学短期大学部校园校区：在了奈良县北葛城郡广陵町[注 1]

## 历任校长
- 冬木智子：第一代短期大学校长[4]。

## 组织

### 畿央大学短期大学部的学科
- 儿童教育学科

### 樱井女子短期大学的学科
| - 生活科学科 - 生活科学专攻 - 食物营养专攻 - 儿童教育学科 |

### 专科
| - 生活科学专攻 |

### 业余课程
| - 没有 |

### 附属学校
- 幼儿园：前樱井女子短期大学附属幼儿园成立于1979年[2]。

## 相关链接
- 日本短期大学列表